# Ligne de Sévérac-le-Château à Rodez
La ligne de Sévérac-le-Château à Rodez est une ligne ferroviaire française, à écartement standard et à voie unique non électrifiée, qui relie les gares de Sévérac-le-Château et Rodez. Elle est longue de 44,718 km. Son numéro officiel dans la nomenclature du réseau ferré national est 725 000, et les déclivités maximales sont de 16 ‰.
La ligne était desservie par des trains TER Occitanie, avant sa fermeture le 9 décembre 2017. Le trafic voyageur s'effectue, depuis, par autocar.

## Histoire
La ligne, partie d'un itinéraire de « Milhau à Rodez » est concédée à la Compagnie des chemins de fer du Midi et du Canal latéral à la Garonne par une convention signée entre le ministre des Travaux publics et la compagnie le 1er mai 1863. Cette convention est approuvée par décret impérial le 11 juin 1863.
La ligne disposait à l'origine de 6 gares et haltes intermédiaires: Lapanouse, Gaillac d'Aveyron, Mézérac, Sévérac-L'église, Laissac et Bertholène avec, par ailleurs, une possibilité de croisement à Bertholène. Dès l'ouverture de la ligne, Les trains furent assurés en rames tractées avec locomotive a vapeur. Les fréquences ne dépassaient pas les 2 à 3 trains par jour et par sens[réf. nécessaire].
À partir des années 1930, des autorails diesels de type Renault, Michelin ou encore EIC commencent à être utilisés sur des omnibus. Le trafic rapide et express sur la ligne a toujours été très faible si ce n'est inexistant avec tout au plus un express Toulouse-Lyon qui n'eut que peu de succès et ne fut pas reconduit.[réf. nécessaire]
À partir des années 1950, des autorails de type X 5500 et X 5800 furent utilisés ainsi que des autorails FNC en attendant l'arrivée des autorails unifiés X 2400 et X 2800. Alors qu'à son apogée, la ligne comptait plus de 5 A/R par jour, la politique du tout automobile, la motorisation de la population et l'abandon des petites lignes fit diminuer fortement la fréquentation et la desserte qui tomba à 1 A/R par jour en correspondance avec l'express "Aubrac" à Sévérac-le-Château.
En 1986, les omnibus deviennent des TER mais la desserte ne change pas. À partir de 1998, des autorails modernes type X 72500 puis, en l'an 2000 de type X 73500 font leur apparition, chassant les séries anciennes. En 2002, à l'initiative de la région Midi-Pyrénées, le plan de transport est revu à la hausse, passant de 1 à 3 A/R par jour. En 2014,[Quand ?], la fréquentation de la ligne est très faible, ne dépassant que rarement la barre des 100 voyageurs par jour[réf. nécessaire].
La ligne étant jugée "à bout de souffle", une fermeture temporaire (qui a tout d'une fermeture définitive pour l'instant) est prononcée le 9 décembre 2017. Cependant, à la faveur de la nouvelle convention qui devrait être signée entre la SNCF et la région Occitanie le 22 mars 2018, la réouverture de la ligne au service des voyageurs devrait intervenir entre 2018 et 2025[Passage à actualiser],.

## Tracé
La ligne se situe entièrement dans le département de l'Aveyron, en région Occitanie. Elle traverse les communes de Sévérac-Le-Château, Lapanouse, Cornuéjouls, Recoules-Prévinquières, Gaillac d'aveyron, Mézérac, Lugan, Sévérac-L'église, Laissac, Bertholène, Montrozier, Gages,  Rodez. Elle est longue de 44,718 km. Elle franchit plusieurs fois la rivière Aveyron.

## Projet
La ligne fait partie des quatre dont la réouverture est jugée prioritaire par la région Occitanie. Après une étude préliminaire concluante, la région lance les études d'avant-projet le 21 octobre 2021 pour un montant de 5 millions d'euros. Le coût du chantier pour la réouverture est estimé entre 130 et 160 millions d'euros.
Le projet prévoit le retour des circulations des trains entre Rodez et Millau avec une réouverture de la gare de Laissac ainsi que la création d'un point d'arrêt à Bertholène. Le projet prévoit également une mise aux normes des arrêts ainsi que la fermeture de nombreux passages à niveau.
Le calendrier n'est à ce jour pas revu. La reprise des circulations est toujours prévue pour 2026.